# El Ma Labiodh
El Ma Labiodh es un municipio (baladiyah) de la provincia o valiato de Tébessa en Argelia. En abril de 2008 tenía una población censada de 11 397 habitantes.
Se encuentra ubicado al noreste del país, sobre los montes Atlas y cerca de la frontera con Túnez.